# Vovovo Football Club
El Vovovo Football Club es un equipo de fútbol de Suazilandia que juega en la Segunda División de Suazilandia, la tercera categoría del fútbol de ese país.

## Historia
El club se fundó en la ciudad de Piggs Peak, Hnohno. Su debut oficial en torneo doméstico sería en 2016 en la Primera División Nacional de Suazilandia, que además en esa misma temporada logró ascender a la Premier League de Suazilandia ganando el playoff de relegación.
En la temporada 2017-18 en la Premier League empezó su aventura terminando 12.º, que duró hasta 2018-19 cuando terminó 13.º descendiendo a Primera División Nacional.
En la temporada 2020-21 se coronó campeón de la Primera División Nacional por primera vez, logrando también su regreso a la Premier League.
En la temporada 2021-22 terminó 8.º en la máxima categoría siendo su mejor puesto en toda la historia. Al finalizar la temporada vendió su plaza en la primera división al Nsingizini Hotspurs.

## Palmarés
- Primera División Nacional de Suazilandia: 1

2021